# Las mujeres ya no lloran World Tour
Las Mujeres Ya No Lloran World Tour es la octava gira mundial de conciertos en estadios de la cantautora colombiana Shakira. Esta gira se realiza en apoyo a su duodécimo álbum de estudio, Las Mujeres Ya No Lloran (2024). Shakira anunció la gira el 12 de abril de 2024, durante su presentación como invitada especial de Bizarrap en Coachella, donde afirmó que sería "la gira más extensa de su carrera". La gira de estadios dio inicio el 11 de febrero de 2025 en Río de Janeiro, Brasil, con su última fecha anunciada, hasta el momento, el 9 de diciembre de 2025 en Buenos Aires, Argentina. 
La gira ha superado todas las expectativas en la venta de entradas con más de 2 millones de tickets vendidos en tan solo 66 shows. La demanda ha sido tan alta que se agotaron rápidamente los boletos para numerosas fechas en Latinoamérica y otras regiones, lo que llevó a que se agregaran nuevas presentaciones en varias ciudades. En febrero de 2025 fue la gira número 1 del mundo en recaudación de acuerdo a Billboard. Además, establece un récord al llevar a cabo 12 fechas no consecutivas en el Estadio GNP Seguros de Ciudad de México, congregando alrededor de 650 mil personas al recinto.

## Antecedentes y desarrollo
Posterior al anuncio de la gira durante su presentación como invitada de Bizarrap en Coachella, la colombiana reveló las primeras fechas de la gira en Estados Unidos y Canadá entre noviembre y diciembre de 2024. Al día siguiente, debido a la alta demanda, se anunciaron segundas fechas en Palm Springs, Miami y Brooklyn.
Las fechas en Latinoamérica fueron anunciadas el 2 de octubre de 2024, confirmando paradas en Brasil, Perú, Colombia (incluyendo su natal Barranquilla), Chile, Argentina y México. Tras agotar las primeras fechas, se incluyeron fechas adicionales en varias ciudades. De la misma forma, la cantante reveló su intención de incluir más paradas dentro de la región.
Debido a la alta demanda y el aumento de su producción, el 18 de octubre de 2024 Shakira canceló y pospuso las primeras fechas de la gira en Estados Unidos y Canadá porque requería aumentar la capacidad de los recintos, siendo la mayoría de los espectáculos elevados de arenas a estadios. Las nuevas fechas fueron programadas para mayo de 2025, siendo estas nuevas fechas anunciadas el 21 de octubre. El 10 de diciembre de 2024, se incluyó una fecha en Atlanta, así como segundas fechas en Houston y Phoenix. El 5 de febrero de 2025, se anunció que Shakira encabezará el Sueños Music Festival en Chicago. A finales de ese mes, se anunció que el DJ brasileño Dennis actuaría como telonero en la noche inaugural de la gira. La interpretación de «Última» durante el concierto del 20 de febrero fue presentada como parte de los Premios Lo Nuestro en Univision. El 14 de febrero se anunció un concierto en Santo Domingo, República Dominicana. El 16 de febrero, Shakira canceló su concierto en Lima (Perú) para ese mismo día, debido a una hospitalización por un cuadro abdominal. Se anunció una fecha reprogramada al día siguiente, con un tercer concierto añadido.
El 26 de febrero, la cantante chilena Antonella Sigala fue anunciada como telonera de los shows en Santiago. Los conciertos fueron pospuestos posteriormente. Natalie Pérez actuó como telonera en los conciertos del 7 y 8 de marzo de 2025 en Buenos Aires. El 14 de marzo se anunciaron nuevas fechas para los conciertos aplazados en Santiago y Medellín; en ambas ciudades se anunció un concierto adicional.
A lo largo de marzo de 2025, se anunciaron conciertos adicionales en varias ciudades de México, para un récord total de 22 conciertos en ese país. En abril de 2025, se anunciaron conciertos adicionales en East Rutherford y Miami, respectivamente. así como cuatro conciertos adicionales en México. La cantante y compositora puertorriqueña GALE anunció que actuaría como telonera de los conciertos del 12 y 13 de abril en Medellín. Wyclef Jean será telonero de los conciertos en Charlotte (13 de mayo de 2025) y Boston (29 de mayo de 2025), respectivamente. El 18 de abril, Live Nation anunció a Pitbull como telonero de su segundo concierto en el MetLife Stadium el 16 de mayo.
El 29 de mayo de 2025, horas antes del espectáculo en Boston, el concierto fue cancelado debido a «circunstancias imprevistas». Según los informes, Will.i.am iba a hacer una aparición durante el concierto. Posteriormente, se canceló la actuación de Shakira en el WorldPride en Washington D. C. El 13 de junio de 2025, el concierto de San Antonio fue cancelado menos de una hora antes de su inicio, y el recinto alegó «problemas continuos». En un comunicado de Live Nation, se informó que el evento se posponía debido a «problemas estructurales»; El espectáculo se reprogramó posteriormente para el 5 de julio. Ese mismo día, se anunció que el concierto del 20 de junio en Inglewood, California, había sido pospuesto, tras las Protestas en Los Ángeles de 2025. El 19 de junio se anunciaron dos conciertos adicionales en México. Al día siguiente, se anunciaron dos conciertos adicionales en California: uno en Fresno y otra fecha en Inglewood.

### Inicio de la Gira

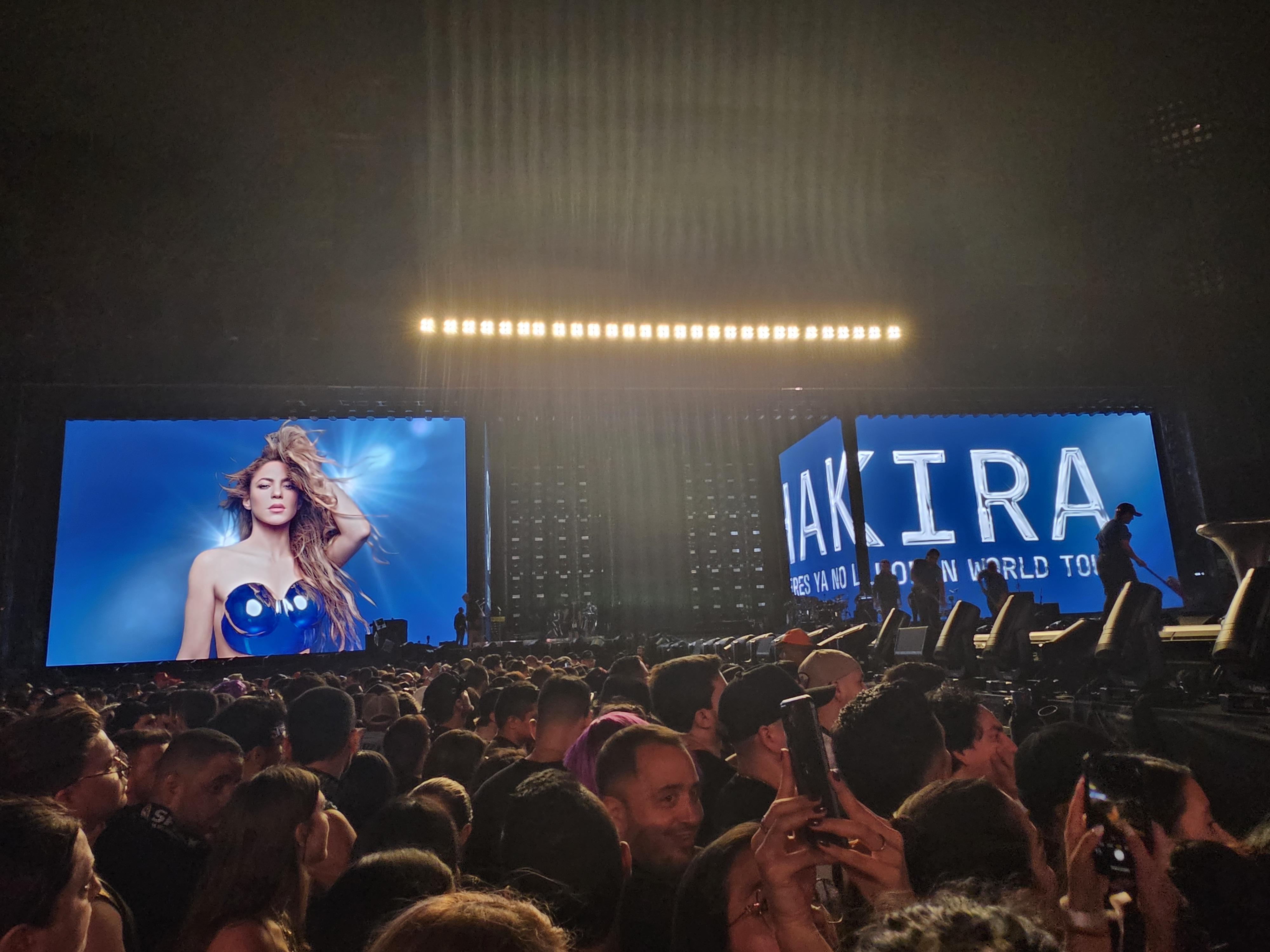
El escenario presenta una pantalla adicional y luces en el fondo cuando la pantalla principal se abre desde el centro.

La gira comenzó como estaba previsto el 11 de febrero de 2025 en el Engenhão, en la ciudad de Río de Janeiro, sin accidentes ni problemas de seguridad para el público de aproximadamente 47.000 personas, a pesar de la alta temperatura de la ciudad. Debido a problemas técnicos, el espectáculo tuvo que interrumpirse durante casi cinco minutos. En São Paulo, en el Estadio Morumbis, el espectáculo se retrasó casi una hora debido a las fuertes lluvias caídas en la capital, que también provocaron el retraso de algunos aficionados.

### Mamá África
Shakira sorprendió al público brasileño al incluir Mama África, una canción de Chico César lanzada en 1996. La relación de la cantante con la canción viene de lejos: cuando estuvo en Brasil por primera vez, en 1996, Mama África fue muy popular y marcó su experiencia en el país. Al año siguiente, en 1997, durante su aparición en el programa Livre de SBT, un fan le pidió que cantara una canción brasileña, y Shakira eligió Mama África sin dudarlo. 
En los conciertos en Río y São Paulo, Shakira reveló que la canción forma parte de su vida desde hace años y que suele cantársela a sus hijos a la hora de dormir. El cantante Chico César se emocionó con el homenaje y comentó en las redes sociales: «Shakira sigue amando a Mama África. Y Brasil ama a esta inmensa artista. Yo la amo. Gracias, hermana querida». Al interpretar la canción, la artista cambió la letra original, que decía «Mi madre / Es madre soltera», por «Sí, soy madre soltera», en referencia a su propia experiencia como madre soltera.

## Producción

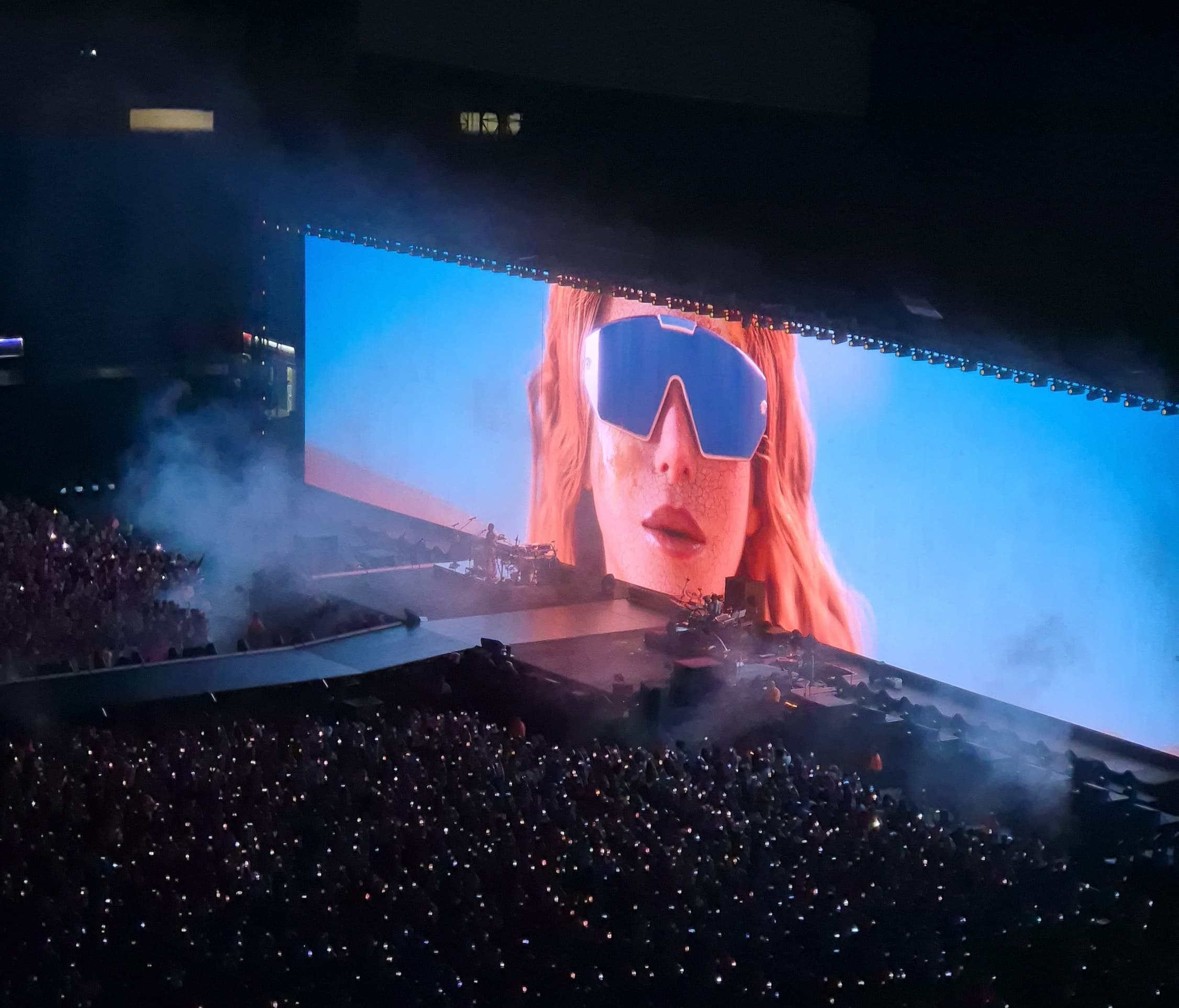
Pantalla al inicio de la gira el 11 de febrero de 2025, en el Estadio Olímpico Nilton Santos de Río de Janeiro (Brasil).

Los ensayos de la gira comenzaron a mediados de agosto de 2024 y Shakira los anunció con una serie de imágenes a través de sus redes sociales. En dos adelantos de Shakira a través de Instagram, la cantante apareció interpretando en el estudio de grabación nuevos arreglos para sencillos como Antología y  Pies descalzos, sueños blancos; acompañada por su colaborador de siempre, Luis Fernando Ochoa. A finales de octubre de 2024, Shakira publicó (también a través de su cuenta de Instagram) otro vídeo teaser. Esta vez dirigido a Norteamérica, cantando en el mismo estudio mencionado su sencillo de 1996 «Pies descalzos, sueños blancos». Durante una entrevista para el sitio web brasileño GShow, Shakira reveló que esta última canción, además de otros éxitos suyos, como «Estoy Aquí» y «Waka Waka (This Time for Africa)», se incluirían en el repertorio, siendo la gira descrita por ella misma como «el mayor espectáculo de [su] carrera, el más comprensible», cuyos ensayos incluyen una agenda diaria de 12 a 14 horas completas de preparativos junto a su equipo, para realizar «estos conciertos más, más relevantes de [su] vida musical.» Más tarde, también reveló los integrantes de su banda, la mayoría de ellos ya antiguos colaboradores suyos, como el director musical y guitarrista Tim Mitchell, el baterista Brendan Buckley y el pianista y teclista Albert Menéndez, con la incorporación también del bajista Donald Alford II.
El 21 de enero de 2025, Shakira viajó de Estados Unidos a México para terminar sus últimos ensayos antes de que la gira diera comienzo oficialmente en Río de Janeiro, Brasil.

### Escenografía y elementos visuales
Los visuales de la pantalla muestran una proyección realista de la cantante realizada por el estudio creativo Actual Objects, con sede en Los Ángeles. La artista Isabella Mebarak afirmó que se realizó un análisis de semejanza de Shakira para asemejarse a los rasgos de la cantante. En su crítica del estreno, Ludmilla Correia, de Billboard, sugirió el uso de inteligencia artificial en los visuales del interludio en pantalla.
La apertura del concierto Las Mujeres Ya No Lloran World Tour estuvo marcada por una introducción que representaba diversas facetas de la carrera de Shakira. En el vídeo proyectado en el escenario, la figura de Shakira se transformaba a lo largo de sus más de 30 años de carrera. Uno de los momentos más esperados fue «Camina con la Loba», que movilizó a los fans en las redes sociales para mostrar su creatividad con aullidos, seleccionando a 80 fans para acompañar a Shakira en el escenario, que iban vestidos con chaquetas y gafas metálicas.
A lo largo de la actuación, Shakira también hizo referencia a algunas de sus producciones más recientes, como en el cuarto acto, donde recreó y amplió el decorado del videoclip de Te Felicito, su colaboración con Rauw Alejandro. Entre los detalles más llamativos estaban la máscara de cerrajero morada y los robots, que habían aparecido en el videoclip.
El siguiente popurrí del setlist utilizó elementos de la naturaleza como parte del concepto visual de las canciones. Para Copa Vacía, en colaboración con Manuel Turizo, Shakira utilizó el tema del agua, con la representación de una sirena. Para la canción La Tortura, su colaboración con Alejandro Sanz, el escenario se transformó en un ambiente caliente e intenso, representando el fuego. Además, cada actuación contó con solos de baile de Shakira.
Durante la actuación de «Acróstico» en la gira, los hijos de Shakira, Milan (12 años) y Sasha (10 años), aparecieron en visuales cantando en la gran pantalla, participando en la canción.
Uno de los momentos más íntimos del espectáculo es la interpretación de Chantaje, la colaboración de Shakira con Maluma. Reproduciendo parte de la atmósfera del videoclip de la canción, Shakira llevó al público entre bastidores de su actuación, mostrándoles el camerino donde se preparaba para el espectáculo. Mientras se retocaba el maquillaje y se cambiaba de ropa, la cantante interpretó el éxito acompañada de su cámara, que grabó cada momento de su preparación. Poco después, volvió al escenario y, con sus bailarines, interpretó la canción.
El último acto de Waka Waka tuvo un tono de despedida, pero tras unos segundos de silencio, una imponente loba apareció de entre la niebla en el escenario. Antes de su completa presentación, la gran pantalla mostró los diez mandamientos de una loba. Junto a su manada de bailarines, Shakira cerró el espectáculo de forma majestuosa, interpretando las canciones: She Wolf y BZRP Music Sessions #53, esta última celebrando el empoderamiento femenino con letras que refuerzan el mensaje de que las mujeres no lloran, sino que conquistan y ganan.
La gira cuenta con diversos elementos de utilería, como una pértiga unida a una "S" gigante utilizada durante la actuación de "Soltera". Este elemento del decorado fue construido por los fabricantes especializados ShowFab. Según el medio chileno Culto, el costo de producción de cada concierto se estima en más de 3 millones de dólares.

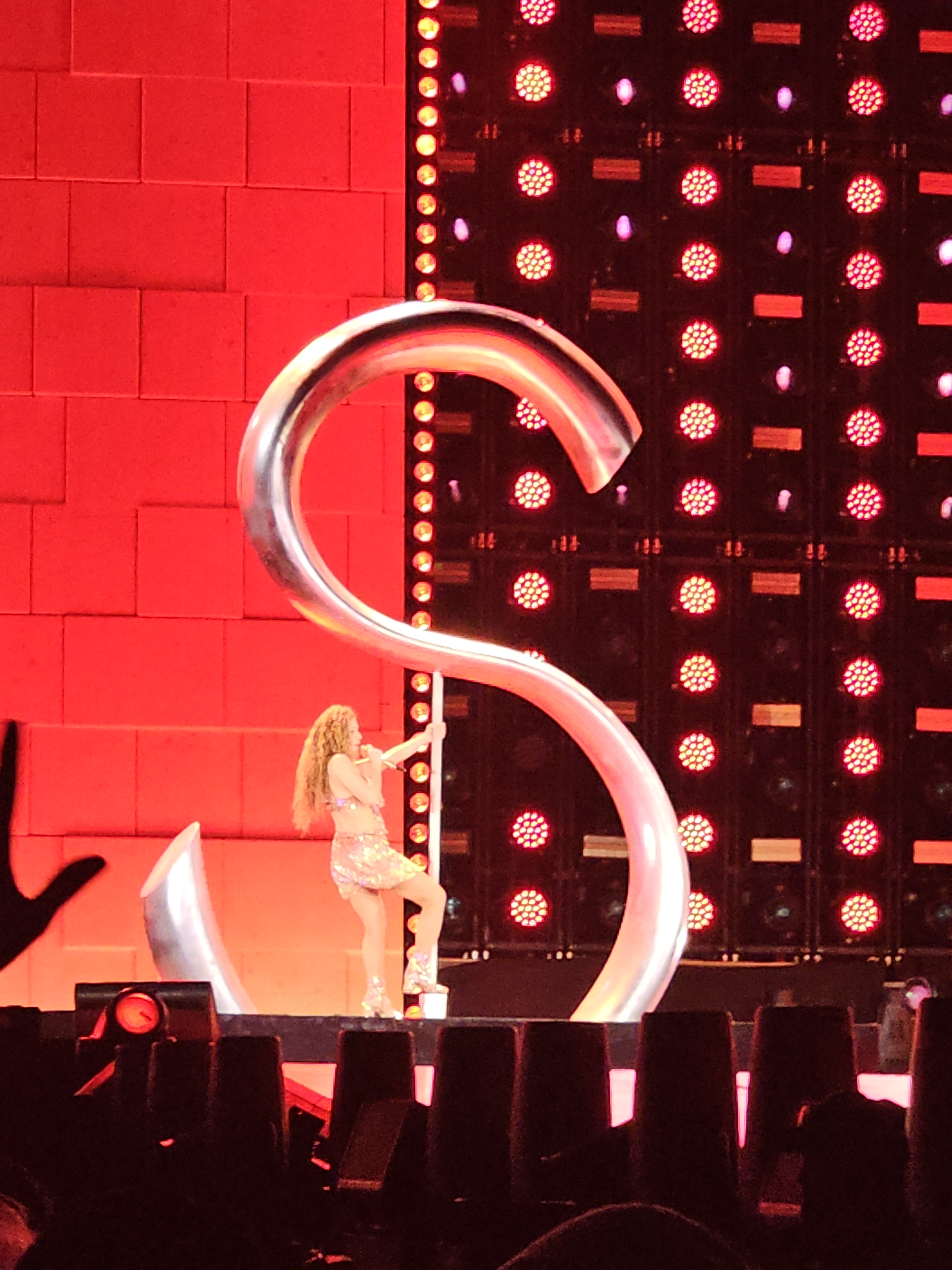
Shakira interpretando "Soltera".

El atuendo y los accesorios son en su mayoría hechos a medida por casas de moda y diseñadores, como la india Anamika Khanna y Atelier Versace. También luce joyas exclusivas de Tiffany & Co., como los brazaletes Elsa Peretti Bone, creados por primera vez en platino con pavés de diamantes y grabados a mano con el nombre de la gira. Uno de los trajes destacados está firmado por el diseñador brasileño Dario Mittmann y también lo lucen los bailarines de la artista.
En una entrevista para GQ España, Shakira ha descrito el proceso actual de su gira:

"Es la gira más ambiciosa de toda mi carrera, la mayor producción que he tenido hasta ahora. No porque lo pida el público, sino porque me lo merezco después de tantos años trabajando en este mundo. Me merezco la gira de mi vida. Voy a tirar la casa por la ventana. Estoy feliz porque podré hacer un recorrido por las diferentes etapas de mi vida artística, hasta hoy. Será el espectáculo más largo que he hecho nunca, con la pantalla más grande y todo lo que puedas imaginar. Más es más y mejor!

### Videoclip de Última
Durante la segunda fecha en Ciudad de México lanzó el videoclip de Última, como conmemoración al primer aniversario del lanzamiento del álbum Las mujeres ya no lloran. El material filmado en el Metro de Nueva York muestra a una Shakira afligida durante un recorrido en una de sus líneas.

## Recepción comercial

### Norteamérica
Durante el periodo de preventa de la etapa norteamericana de la gira, las entradas para la mayoría de los espectáculos se agotaron. Los precios de las entradas varían entre 200 y 2000 dólares (excluidas las entradas vip u otros complementos) dependiendo de la ciudad. Debido a la alta demanda, Shakira añadió actuaciones adicionales en Palm Springs, Miami y Nueva York. Mientras tanto, sus shows en Phoenix, Inglewood, San Antonio, Dallas, Charlotte, Washington D. C. y Chicago se vendieron en su mayoría. En Miami extendió el récord de ser la artista femenina en realizar más shows en el Kaseya Center, 11 en total. Sin embargo, toda la etapa se trasladó a mayo de 2025 debido a la decisión de Live Nation de ampliar a estadios varios de los espectáculos norteamericanos.

### Latinoamérica

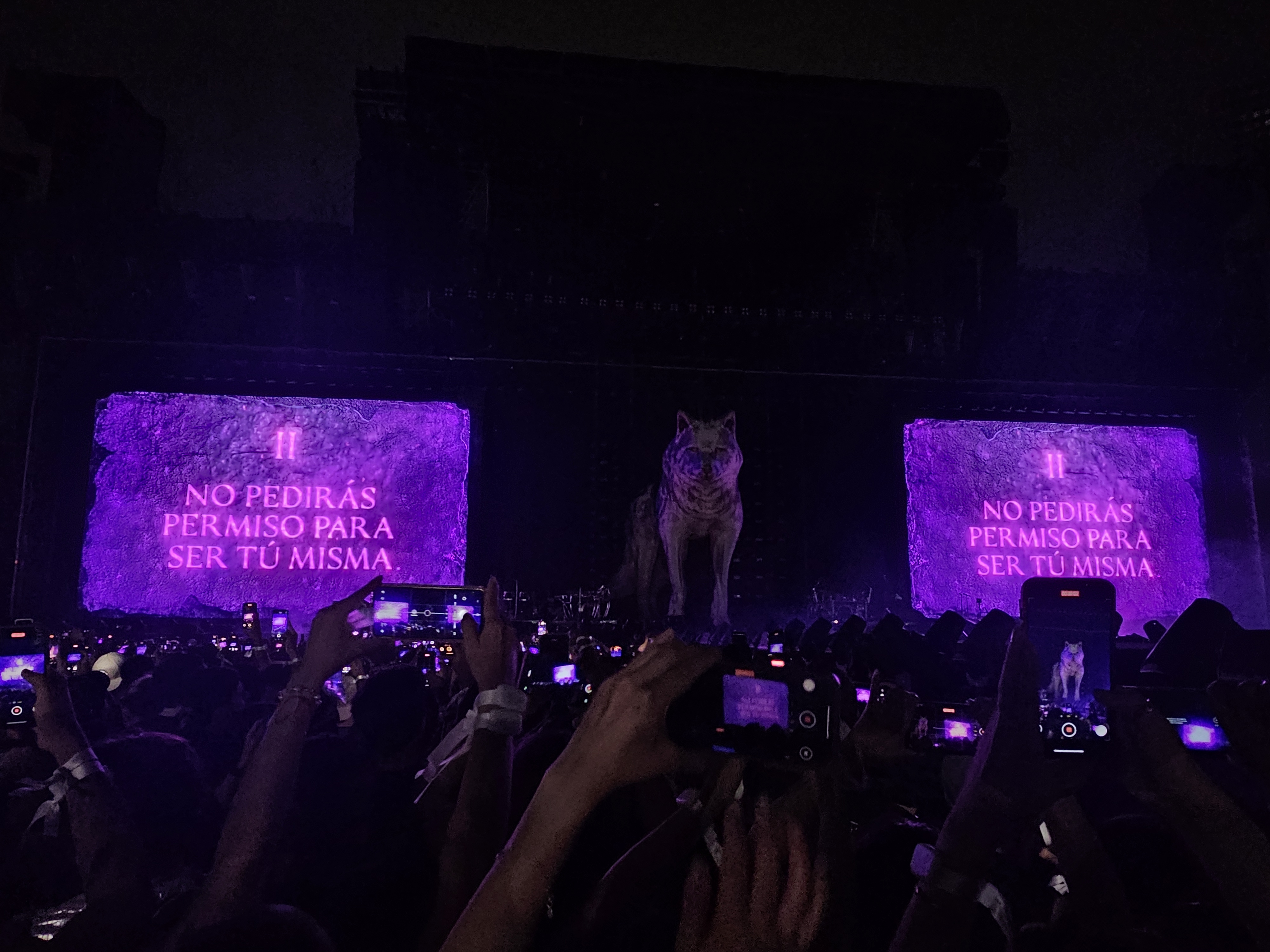
Durante la etapa final del show se presentan "los 10 mandamientos de la loba" mientras imponente, surge en el acto final Isabel la loba y permanece en el escenario durante la interpretación de She Wolf y Shakira: BZRP Music Sessions, Vol. 53

En Argentina, Perú y Chile, rompió récords al vender todas las entradas en 40 minutos. Con múltiples shows completamente vendidos, rápidamente se agregaron nuevas fechas en Lima, Barranquilla, Bogotá, Santiago de Chile, Buenos Aires, Monterrey, Guadalajara y Ciudad de México. En Colombia, las entradas para la segunda fecha en el Estadio El Campín de Bogotá se agotaron en 1,5 horas. Entre el 10 y el 12 de octubre, Shakira ha agotado casi 700 mil boletas en Latinoamérica, superando a todos los demás actos musicales femeninos. Shakira ha expresado su deseo de llevar la gira a la mayoría de los países latinoamericanos debido al éxito en preventas y venta general. En Barranquilla, Shakira cambió la fecha del primer show del 21 al 20 de febrero porque coincidía con La Guacherna.  Sin embargo, la primera fecha se agotó rápidamente, lo que llevó al alcalde de la ciudad a anunciar que la celebración del carnaval se trasladará al 22 de febrero para programar una segunda fecha de concierto. En total, dos millones de fans se registraron para la notificación de entradas. Live Nation informó que Shakira agotó las entradas en 18 estadios de América Latina con 950.000 personas, y agregó varios shows nuevos debido a una demanda sin precedentes que batió el récord histórico de venta de entradas entre las artistas femeninas.
En Ciudad de México, es la primera artista femenina en realizar siete presentaciones con boletos agotados en el Estadio GNP Seguros, rompiendo el récord que tenía Taylor Swift con cuatro. También es la primera artista en realizar siete presentaciones de una misma gira en el recinto, rompiendo el récord del tour Soy Rebelde Tour que tenía RBD con seis. El estadio lleva el nombre de «Estadio Shakira» en Google Maps en honor a su récord. En un artículo, Billboard afirmó que los siete conciertos en Ciudad de México reunirían a multitudes de «unas 455.000 personas en total». Posteriormente, se agregaron nuevas fechas en Mexico donde se destacan 4 fechas más en el Estadio GNP Seguros (para agosto de 2025), estableciendo el record de más fechas dentro de una misma gira en el recinto, 11 en total.
El 7 de enero de 2025, LATAM Brasil anunció un vuelo adicional el 12 de febrero del mismo año, desde el aeropuerto de Confins al aeropuerto de Guarulhos antes del concierto de Shakira del día siguiente, para dar cabida al aumento de la demanda de pasajeros. Ese mismo mes, LATAM Colombia añadió ocho vuelos adicionales a Barranquilla desde Bogotá y Medellín para atender la demanda por el concierto y el Carnaval de su ciudad natal. En un comunicado, la agencia de viajes brasileña Decolar informó de un aumento del 67% en la demanda de vuelos a Río de Janeiro y del 24% en la demanda de vuelos a São Paulo durante el período de los espectáculos de la cantante en esas ciudades, en relación con el mismo período en 2024.
En Perú se coordinó que la gira se llevaría a cabo en el Estadio Nacional en febrero de 2025 y que contaría con el servicio extendido del Metropolitano. Sin embargo, el dominical Panorama reveló audios de funcionarios del operador del recinto, el Instituto Peruano del Deporte, en los que se evidenciaría la existencia de conflictos de fechas con la Copa Sudamericana, que por ley debe celebrarse. En ese país, se planificó la realización de dos conciertos, pero la productora optó por cancelar uno de ellos debido al estado de salud de la artista y desalojar a los asistentes por parte de la policía. Finalmente, la producción anunció que el concierto cancelado se reprogramó y que habría una nueva fecha adicional para noviembre del mismo año.
El estreno de la gira en Río de Janeiro y São Paulo Brasil fue muy elogiado por la crítica y el público. El concierto, que duró dos horas y media, se caracterizó por la energía y la conexión de Shakira con sus fans. La cantante compartió mensajes de empoderamiento femenino y superación, temas centrales de su más reciente álbum. La actuación fue descrita como un renacimiento artístico, que pone de relieve la capacidad de recuperación de Shakira a sus 48 años.

### Negocios locales

Imagen de uno de los "shakidolares" que son lanzados como confeti durante el final del show.

En México, la gira también sentó un precedente histórico al impulsar el turismo y generar millonarios ingresos económicos en las tres principales ciudades del país. Según datos de Ticketmaster, entre el 30% y el 40% de los asistentes a los conciertos de Shakira en México viajan desde otro estado del país a alguna de las tres ciudades que acogen los espectáculos, así como viajeros internacionales procedentes de Estados Unidos, El Salvador, Colombia y Perú. En Monterrey, la demanda hotelera aumentó un 66%. En Guadalajara, los dos espectáculos hicieron que se duplicara la ocupación hotelera, con aproximadamente 40.000 habitaciones reservadas por noche. Esto generó unos 80 millones de pesos (unos 4 millones de dólares) en ingresos hoteleros directos y contribuyó con unos 900 millones de pesos (unos 44,4 millones de dólares) en ingresos turísticos totales. Se proyecta que los siete espectáculos con entradas agotadas en el Estadio GNP Seguros tendrán una derrama económica de 5 mil 500 millones de pesos (alrededor de 275 millones de dólares), según la Secretaría de Turismo de la CDMX, según informó Billboard Español.
El gobierno local de Barranquilla estimó que los espectáculos de Shakira generaron COP$66.800 millones en "movimiento económico", de los cuales unos COP$18.000 millones fueron "irrigados" por una cadena de transacciones de negocios locales. El estudio de Oxford Economics tuvo en cuenta las compras posteriores de productos y servicios derivados de actividades turísticas como hotelería, gastronomía, transporte, comercio y servicios. Según Forbes Colombia, los shows de la cantante en el país generaron un impacto económico de aproximadamente COP$206 mil millones ($49,6 millones de dólares).
Según Billboard, las siete funciones agotadas en la Ciudad de México generaron alrededor de 20,000 empleos en logística, seguridad, transporte y producción, beneficiando a trabajadores de diversos sectores como hotelería, restaurantes y aerolíneas, así como a vendedores ambulantes y pequeños negocios cercanos a los recintos.
La alcaldía de Medellín estimó que la visita de la cantante a la ciudad con sus espectáculos genero COP$ 53.640 mil millones ($12.4 millones de dólares) en "impacto económico" y hubo 78.000 asistentes a las dos fechas de conciertos, cerca de 39 mil personas por noche, y se generaron cerca de 2.000 empleos directos y 3.000 indirectos. La ocupación hotelera de la ciudad durante las presentaciones de Shakira se ubico en un 68% según el SIT (Sistema de inteligencia turística) de la ciudad.
El 30 de abril de 2025 la revista Billboard reporto que la gira Las Mujeres Ya No Lloran World Tour de la cantante batió récord por ser la gira mas rentable durante el mes de marzo de 2025 recaudando un estimado de ($70.6 millones de dólares) en solamente 11 espectáculos reportados según Billboard Boxscore convirtiéndose en la mayor recaudación hecha por un artista desde que se creó la lista en 2019, superando a artistas de la talla de Pink en 2019, Bad Bunny en 2022 o Coldplay en 2023.

## Honores y distinciones

### Honores
1. Tras finalizar sus dos shows con entradas agotadas en Barranquilla, el alcalde de la ciudad Alejandro Char decidió homenajear a Shakira cambiando una de las principales vías de la ciudad, la Avenida 72 por la Avenida Shakira. Según el alcalde, esta iniciativa busca homenajear la trayectoria de la artista y resaltar su impacto en la cultura y el reconocimiento internacional de Barranquilla.[76]

## Polémicas

### Demandas de abuso animal a la alcaldía de Barranquilla liderada por Alejandro Char
Varios activistas colombianos por los derechos de los animales denunciaron que más de 100 gatos callejeros que vivían en los alrededores del Estadio Metropolitano Roberto Meléndez fueron presuntamente sacrificados por la administración de Alejandro Char días antes de los conciertos de Shakira en el recinto, en un esfuerzo por "embellecer" la ciudad natal ante la visita de la cantante, quien es oriunda de la misma.

### Problemas de producción
Varios medios de comunicación señalaron el elevado número de conciertos cancelados y aplazados durante las etapas norteamericana y latinoamericana de la gira, alegando «problemas de producción y logística». Las suspensiones de última hora de los conciertos en Medellín y Santiago, así como las cancelaciones en Boston y Washington D. C., suscitaron controversia y especulaciones. En respuesta a la cancelación en Washington D. C., que iba a formar parte del WorldPride, la alcaldesa Muriel Bowser compartió un mensaje público dirigido a la cantante, en el que le decía que «viniera aquí cuando quisiera». Tras el aplazamiento del concierto del 13 de junio en San Antonio, los fans expresaron su frustración por la falta de comunicación sobre la cancelación, que se produjo menos de una hora antes del inicio del espectáculo.
Tras el aplazamiento del concierto del 20 de junio en Inglewood, California, debido a las Protestas en Los Ángeles de 2025, los fans se manifestaron en contra de la continua falta de comunicación por parte de la cantante.

## Récords en ventas
| Año  | Fecha                            | Ciudad           | Lugar                                    | País                 | Descripción | Ref.                 |
| ---- | -------------------------------- | ---------------- | ---------------------------------------- | -------------------- | --- | -------------------- |
| 2025 | 11 de febrero                    | Río de Janeiro   | Estadio Olímpico Nilton Santos           | Brasil               | Primer acto femenino en español en presentar un espectáculo en una sola gira.                                      | [ 85 ]               |
| 2025 | 13 de febrero                    | São Paulo        | Estádio do Morumbi                       | Brasil               | Primer acto femenino en español en presentar un espectáculo en el lugar.                                           | [ 85 ]               |
| 2025 | 13 de febrero                    | São Paulo        | Estádio do Morumbi                       | Brasil               | Primer acto femenino en español en actuar en el lugar con dos giras diferentes.                                    | [ 85 ]               |
| 2025 | 13 de febrero                    | São Paulo        | Estádio do Morumbi                       | Brasil               | Mayor cantidad de asistentes en un día del siglo XXI al concierto de una artista femenina en solitario (65,922)    | [ 86 ]               |
| 2025 | 13 de febrero                    | São Paulo        | Estádio do Morumbi                       | Brasil               | Mayor recaudación de una sola noche en la historia del estadio por una artista femenina.                           | [ 86 ]               |
| 2025 | 17 de febrero, 15 de noviembre   | Lima             | Estadio Nacional                         | Perú                 | Primer acto femenino en presentar dos espectáculos en una sola gira.                                               | [ 87 ]               |
| 2025 | 17 de febrero, 15 de noviembre   | Lima             | Estadio Nacional                         | Perú                 | Primer acto femenino en vender la boletería del espectáculo en menos de 40 minutos.                                | [ 88 ]               |
| 2025 | 20–21 de febrero                 | Barranquilla     | Estadio Metropolitano Roberto Meléndez   | Colombia             | Primer acto femenino en presentar dos espectáculos en una sola gira.                                               | [ 89 ]               |
| 2025 | 20–21 de febrero                 | Barranquilla     | Estadio Metropolitano Roberto Meléndez   | Colombia             | Mayor cantidad de espectáculos en una sola gira (cinco conciertos a lo largo de su carrera).                       | [ 89 ]               |
| 2025 | 20–21 de febrero                 | Barranquilla     | Estadio Metropolitano Roberto Meléndez   | Colombia             | Mayor cantidad de asistencia en dos días al concierto de una artista femenina (97,873)                             | [ 90 ]               |
| 2025 | 20–21 de febrero                 | Barranquilla     | Estadio Metropolitano Roberto Meléndez   | Colombia             | El informe más taquillero de la historia del estadio.                                                              | [ 90 ]               |
| 2025 | 24 de febrero                    | Medellín         | Estadio Atanasio Girardot                | Colombia             | Mayor cantidad de espectáculos en una sola gira (tres conciertos a lo largo de su carrera).                        | [ 89 ]               |
| 2025 | 26–27 de febrero                 | Bogotá           | Estadio El Campin                        | Colombia             | Mayor cantidad de espectáculos en una sola gira (ocho conciertos a lo largo de su carrera).                        | [ 89 ]               |
| 2025 | 26–27 de febrero                 | Bogotá           | Estadio El Campin                        | Colombia             | Mayor cantidad de asistencia en dos días al concierto de una artista femenina (82,897)                             | [ 90 ]               |
| 2025 | 26–27 de febrero                 | Bogotá           | Estadio El Campin                        | Colombia             | El informe más taquillero de la historia del estadio.                                                              | [ 90 ]               |
| 2025 | 7–8 de marzo                     | Buenos Aires     | Campo Argentino de Polo                  | Argentina            | Primer acto femenino en vender la boletería del espectáculo en menos de 40 minutos.                                | [ 91 ]               |
| 2025 | 7–8 de marzo                     | Buenos Aires     | Campo Argentino de Polo                  | Argentina            | Mayor cantidad de espectáculos en una sola gira (tres conciertos a lo largo de su carrera).                        | [ 91 ]               |
| 2025 | 12–13 de marzo                   | Monterrey        | Estadio BBVA                             | México               | Primer acto femenino que actúa en el estadio; primer acto femenino en presentar dos espectáculos en una sola gira. | [ 92 ]               |
| 2025 | 12–13 de marzo                   | Monterrey        | Estadio BBVA                             | México               | Mayor cantidad de espectáculos en una sola gira (dos conciertos a lo largo de su carrera).                         | [ 92 ]               |
| 2025 | 16–17 de marzo                   | Guadalajara      | Estadio Akron                            | México               | Primer acto femenino en presentar dos espectáculos en una sola gira.                                               | [ 93 ]               |
| 2025 | 16–17 de marzo                   | Guadalajara      | Estadio Akron                            | México               | Mayor cantidad de espectáculos en una sola gira (dos conciertos a lo largo de su carrera).                         | [ 93 ]               |
| 2025 | 19–30 de marzo, 18 de septiembre | Ciudad de México | Estadio GNP Seguros                      | México               | Primer acto femenino en presentar cinco, seis y siete espectáculos en una sola gira.                               | [ 94 ] [ 95 ] [ 96 ] |
| 2025 | 19–30 de marzo, 18 de septiembre | Ciudad de México | Estadio GNP Seguros                      | México               | Primer acto femenino en presentar nueve espectáculos en una sola gira.                                             | [ 94 ] [ 95 ] [ 96 ] |
| 2025 | 19–30 de marzo, 18 de septiembre | Ciudad de México | Estadio GNP Seguros                      | México               | Mayor cantidad de espectáculos en una sola gira (trece conciertos a lo largo de su carrera).                       | [ 94 ] [ 95 ] [ 96 ] |
| 2025 | 2 de abril                       | Santo Domingo    | Estadio Olímpico Félix Sánchez           | República Dominicana | Mayor cantidad de espectáculos en una sola gira (tres conciertos a lo largo de su carrera).                        | [ 97 ]               |
| 2025 | 4-7 de abril                     | Santiago         | Estadio Nacional Julio Martínez Prádanos | Chile                | Primer acto femenino en vender la boletería del espectáculo en menos de 40 minutos.                                | [ 91 ]               |
| 2025 | 13 de mayo                       | Charlotte        | Bank of America Stadium                  | Estados Unidos       | Primer acto femenino latino en encabezar un concierto en el lugar.                                                 | [ 98 ]               |
| 2025 | 13 de mayo                       | Charlotte        | Bank of America Stadium                  | Estados Unidos       | Primer acto femenino latino en presentar un espectáculo en el lugar.                                               | [ 98 ]               |
| 2025 | 20 de mayo                       | Boston           | Fenway Park                              | Estados Unidos       | Primer acto latino femenino en encabezar un concierto en el lugar.                                                 | [ 98 ]               |
| 2025 | 11 de junio                      | Arlington        | Globe Life Field                         | Estados Unidos       | Primer acto femenino latino en encabezar un concierto en el lugar.                                                 | [ 98 ]               |
| 2025 | 26 de junio                      | San Diego        | Snapdragon Stadium                       | Estados Unidos       | Primer acto femenino latino en presentar un espectáculo en el lugar.                                               | [ 98 ]               |
| 2025 | 30 de junio                      | San Francisco    | Oracle Park                              | Estados Unidos       | Primer acto femenino latino en presentar un espectáculo en el lugar.                                               | [ 98 ]               |
| 2025 | 7 de agosto                      | Fresno           | Valley Children's Stadium                | Estados Unidos       | Primer acto femenino en presentar un espectáculo en el lugar.                                                      | [ 99 ]               |
| 2025 | 27, 29–30 de agosto              | Ciudad de México | Estadio GNP Seguros                      | México               | Primer acto femenino en presentar diez espectáculos en una sola gira.                                              | [ 23 ]               |
| 2025 | 27, 29–30 de agosto              | Ciudad de México | Estadio GNP Seguros                      | México               | Mayor cantidad de espectáculos en una sola gira (quince conciertos a lo largo de su carrera).                      | [ 23 ]               |
| 2025 | 27, 29–30 de agosto              | Ciudad de México | Estadio GNP Seguros                      | México               | Primer gira femenina en presentar diez espectáculos en una misma ciudad.                                           | [ 23 ]               |
| 2025 | 3 y 4 de diciembre               | Montevideo       | Estadio Centenario                       | Uruguay              | Primer artista que hará dos Estadio Centenario en una misma gira.                                                  | [ 100 ]              |

## Repertorio
Como en anteriores giras, Shakira adaptó las canciones al idioma preponderante del lugar donde se presenta, como son los casos de las versiones en español e inglés de "Te Aviso, Te Anuncio (Tango) / Objection (Tango)", "Suerte / Whenever, Wherever", "Waka Waka (Esto es África) / Waka Waka (This Time for Africa)" y "Loba / She Wolf". Por su parte, "Las de la intuición", "Loca" y "Ojos así" fueron interpretadas solo en español, mientras "Hips Don't Lie" solo en inglés
| Brasil |
| --- |
| 1. "La huesera" / "La fuerte" 2. "Girl Like Me" 3. "Las de la Intuición" / "Estoy aquí" 4. "Empire" / "Inevitable" 5. "Te felicito" / "TQG" 6. "Don't Bother" 7. "Acróstico" 8. "Copa vacía" / "La bicicleta" / "La tortura" 9. "Hips Don't Lie" 10. "Chantaje" (versión original / versión salsa) 11. "Monotonía" 12. "Addicted to You" 13. "Loca" 14. "Soltera" 15. "Cómo, dónde y cuándo" 16. "Última" 17. "Ojos así" (contiene elementos de «Move» de Said Mrad) 18. "Pies descalzos, sueños blancos" 19. "Mama África" (Chico César cover) (presentada solamente en Río de Janeiro) 20. "Antología" 21. "Poem to a Horse" 22. "Objection (Tango)" (Afro-Punk) 23. "Whenever, Wherever" (contiene elementos de «Move» de Said Mrad) 24. "Waka Waka (This Time for Africa)" (contiene elementos de «Icha» de Syran Mbenza) 25. "She Wolf" 26. "Shakira: BZRP Music Sessions, Vol. 53" |

| Hispanoamérica |
| --- |
| 1. "La huesera" / "La fuerte" 2. "Girl Like Me" 3. "Las de la Intuición" / "Estoy aquí" 4. "Empire" / "Inevitable" 5. "Te felicito" / "TQG" 6. "Don't Bother" 7. "Acróstico" 8. "Copa vacía" / "La bicicleta" / "La tortura" 9. "Hips Don't Lie" 10. "Chantaje" (versión original / versión salsa) 11. "Monotonía" 12. "Addicted to You" 13. "Loca" 14. "Soltera" 15. "Cómo, dónde y cuándo" 16. "Última" 17. "Ojos así" (contiene elementos de «Move» de Said Mrad) 18. "Pies descalzos, sueños blancos" 19. "Antología" 20. "Poem to a Horse" 21. "Te Aviso, Te Anuncio (Tango)" (Afro-Punk) 22. "Suerte" (contiene elementos de «Move» de Said Mrad) 23. "Waka Waka (Esto es África)" (contiene elementos de «Icha» de Syran Mbenza) 24. "Loba" 25. "Shakira: BZRP Music Sessions, Vol. 53" (contiene elementos de «Tiësto Remix») |

| Ciudad de México |
| --- |
| 1. "La huesera" / "La fuerte" 2. "Girl Like Me" 3. "Las de la Intuición" / "Estoy aquí" 4. "Empire" / "Inevitable" 5. "Te felicito" / "TQG" 6. "Don't Bother" 7. "Acróstico" 8. "Copa vacía" / "La bicicleta" / "La tortura" 9. "Hips Don't Lie" 10. "Chantaje" (versión original / versión salsa) 11. "Monotonía" 12. "Addicted to You" 13. "Loca" 14. "Soltera" 15. "Cómo, dónde y cuándo" 16. "Última" 17. "Ojos así" (contiene elementos de «Move» de Said Mrad) 18. "Pies descalzos, sueños blancos" 19. "Antología" 20. "Poem to a Horse" 21. "Te Aviso, Te Anuncio (Tango)" (Afro-Punk) 22. "Ciega, Sordomuda / El Jefe" 23. "Suerte" (contiene elementos de «Move» de Said Mrad) 24. "Waka Waka (Esto es África)" (contiene elementos de «Icha» de Syran Mbenza) 25. "Loba" 26. "Shakira: BZRP Music Sessions, Vol. 53" (contiene elementos de «Tiësto Remix») |

| Estados Unidos |
| --- |
| 1. "La huesera" / "La fuerte" 2. "Girl Like Me" 3. "Las de la Intuición" / "Estoy aquí" 4. "Empire" / "Inevitable" 5. "Te felicito" / "TQG" 6. "Don't Bother" 7. "Acróstico" 8. "Copa vacía" / "La bicicleta" / "La tortura" 9. "Hips Don't Lie" 10. "Chantaje" (versión original / versión salsa) 11. "Monotonía" 12. "Addicted to You" 13. "Loca" 14. "Soltera" 15. "Cómo, dónde y cuándo" 16. "Última" 17. "Ojos así" (contiene elementos de «Move» de Said Mrad) 18. "Pies descalzos, sueños blancos" 19. "Antología" 20. "Poem to a Horse" 21. "Objection (Tango)" (Afro-Punk) 22. "Underneath Your Clothes" 23. "Whenever, Wherever" (contiene elementos de «Move» de Said Mrad) 24. "Waka Waka (This Time for Africa)" (contiene elementos de «Icha» de Syran Mbenza) 25. "She Wolf" 26. "Shakira: BZRP Music Sessions, Vol. 53" |

| Festival Sueños - Chicago |
| --- |
| 1. "La huesera" / "La fuerte" 2. "Girl Like Me" 3. "Las de la Intuición" / "Estoy aquí" 4. "Empire" / "Inevitable" 5. "Te felicito" / "TQG" 6. "Don't Bother" 7. "Copa vacía" / "La bicicleta" / "La tortura" 8. "Hips Don't Lie" 9. "Pies descalzos, sueños blancos" 10. "Antología" 11. "Poem to a Horse" 12. "Monotonía" 13. "Objection (Tango)" (Afro-Punk) 14. "Underneath Your Clothes" 15. "Whenever, Wherever" (contiene elementos de «Move» de Said Mrad) 16. "Waka Waka (This Time for Africa)" (contiene elementos de «Icha» de Syran Mbenza) 17. "She Wolf" 18. "Shakira: BZRP Music Sessions, Vol. 53" |

- Durante los conciertos en Barranquilla, su ciudad natal, Shakira interpretó En Barranquilla me Quedo del cantautor cartagenero Joe Arroyo y Te olvidé, canción tradicional del Carnaval que este año coincidió con las fechas de la gira, además fue acompañada en el escenario por la reina del Carnaval quien es una figura importante de los bailes y tradiciones folclóricas de la celebración.
- Desde el primer concierto en Bogotá, el 26 de febrero de 2025, interpretó Te Aviso, Te Anuncio, en vez de su versión en inglés Objection, siendo la primera vez que se interpreta la versión Afro-Punk en idioma español desde el Tour de la Mangosta (2002-2003), cuando también era exclusiva de los países hispanoparlantes.
- Para los conciertos en Ciudad de México, sumó Ciega, Sordomuda y El Jefe, acompañada de un grupo de mariachis; como agradecimiento al público mexicano, es la primera vez desde su MTV Unplugged que es acompañada en el escenario por una agrupación de este estilo musical típico de México. Es la primera vez que Shakira interpreta en vivo Ciega, Sordomuda desde 2011 en el Sale el sol World Tour.
- Durante el cuarto concierto en Ciudad de México, (Entre paréntesis) fue añadida al repertorio e interpretada por Shakira junto a Grupo Frontera, sustituyendo a Cómo, dónde y cuándo.
- Para las grabaciones oficiales del concierto, canciones como "Te Aviso, Te Anuncio (Tango) / Objection (Tango)", "Suerte / Whenever, Wherever", "Waka Waka (Esto es África) / Waka Waka (This Time for Africa)" y "Loba / She Wolf" fueron interpretadas en inglés durante algunos de los shows de la Ciudad de México.
- El medley de Ciega, Sordomuda y El Jefe se repitió en el repertorio desde la primera fecha en Santiago de Chile, dejando de ser exclusivo para la Ciudad de México.
- Durante la primera noche de la parte norteamericana del tour las canciones Como, Donde y Cuando, Poem to a Horse, Ciega, sordomuda y El Jefe fueron retiradas y a su vez fue añadida Underneath Your Clothes, uno de sus más grandes éxitos en el mercado estadounidense.
- Durante la segunda noche de la gira en Estados Unidos Como, Donde y Cuando, Poem to a Horse regresaron como parte del repertorio.
- Durante el concierto del 20 de mayo en Montreal, Shakira interpretó una versión de «Je l'aime a mourir» de Francis Cabrel.[107]
- Durante el concierto del 22 de junio en Phoenix, Shakira interpretó por primera vez en la gira "Si te vas", retirando del repertorio "Cómo, dónde y cuándo", "Poem to a horse" y "Objection (Tango)".
- Durante el concierto del 26 de junio en San Diego, interpretó por segunda ocasión "Si te vas" y "Don't Bother", retirando del repertorio  "Cómo, dónde y cuándo" y "Poem to a horse.
- Durante el concierto en Los Ángeles del 5 de agosto hizo el debut en vivo de "Men in this Town", canción perteneciente al álbum Loba y que fue solicitada por sus fanáticos a través de redes sociales.
- Durante el concierto en Tijuana del 11 de agosto interpretó "Día de enero", siendo esta la primera vez que lo hace desde el año 2007.

### Artistas Invitados
- A través de las redes sociales de Bank of America Stadium se confirmó que Wyclef Jean acompañará a Shakira en el escenario para su concierto del 13 de mayo, show con el que se da inicio a la etapa norteamericana de la gira.[108]
- Durante las dos noches en Medellín los invitados fueron respectivamente, Maluma, con quien cantó Chantaje por primera vez en vivo en el show el 12 de abril, y Carlos Vives, con quien interpretó La bicicleta en el espectáculo del 13 de abril, concierto en donde también fue acompañada por Luis Fernando Ochoa para presentar Antología, compositor con quien escribió gran parte de sus más grandes clásicos.
- Durante el concierto del 13 de mayo en Charlotte, Shakira interpretó «La Tortura» con Alejandro Sanz, y «Hips Don't Lie» con Wyclef Jean, respectivamente.[109]
- Durante el concierto del 15 de mayo en East Rutherford, Shakira interpretó «Monotonía» con Ozuna.[110]
- El 7 de junio Shakira invitó a Manuel Turizo a interpretar Copa vacía, siendo esta la primera vez que realizan el dueto en vivo.
- El 5 de agosto junto a Black Eyed Peas interpretaron por primera vez en vivo Girl Like Me.

| Fecha               | Ciudad           | País           | Artista Invitado                      | Canción            |
| ------------------- | ---------------- | -------------- | ------------------------------------- | ------------------ |
| 25 de marzo de 2025 | Ciudad de México | México         | Grupo Frontera                        | (Entre paréntesis) |
| 12 de abril de 2025 | Medellín         | Colombia       | Maluma                                | Chantaje           |
| 13 de abril de 2025 | Medellín         | Colombia       | Carlos Vives                          | La Bicicleta       |
| 13 de abril de 2025 | Medellín         | Colombia       | Luis Fernando Ochoa                   | Antología          |
| 13 de mayo de 2025  | Charlotte        | Estados Unidos | Alejandro Sanz                        | La tortura         |
| 13 de mayo de 2025  | Charlotte        | Estados Unidos | Wyclef Jean                           | Hips Don't Lie     |
| 15 de mayo de 2025  | East Rutherford  | Estados Unidos | Ozuna                                 | Monotonía          |
| 16 de mayo de 2025  | East Rutherford  | Estados Unidos | Wyclef Jean                           | Hips Don't Lie     |
| 16 de mayo de 2025  | East Rutherford  | Estados Unidos | Rauw Alejandro                        | Te felicito        |
| 6 de junio de 2025  | Miami Gardens    | Estados Unidos | Ozuna                                 | Monotonía          |
| 6 de junio de 2025  | Miami Gardens    | Estados Unidos | Alejandro Sanz                        | La tortura         |
| 6 de junio de 2025  | Miami Gardens    | Estados Unidos | Manuel Turizo                         | Copa vacía         |
| 7 de junio de 2025  | Miami Gardens    | Estados Unidos | Manuel Turizo                         | Copa vacía         |
| Bizarrap            | Miami Gardens    | Estados Unidos | Shakira: BZRP Music Sessions, Vol. 53 |                    |
| 4 de agosto de 2025 | Inglewood        | Estados Unidos | Black Eyed Peas                       | Girl Like Me       |
| 5 de agosto de 2025 | Inglewood        | Estados Unidos | Black Eyed Peas                       | Girl Like Me       |

## Fechas
| Fecha                    | Ciudad           | País           | Recinto                      | Telonero            | Asistencia                  | Recaudación (en USD) |
| ------------------------ | ---------------- | -------------- | ---------------------------- | ------------------- | --------------------------- | -------------------- |
| Latinoamérica            |                  |                |                              |                     |                             |                      |
| 11 de febrero de 2025    | Río de Janeiro   | Brasil         | Estadio Nilton Santos        | Dennis              | 35,180 / 35,180             | $2,887,769           |
| 13 de febrero de 2025    | São Paulo        | Brasil         | Estadio Morumbi              | ―                   | 65,922 / 65,922             | $6,442,409           |
| 17 de febrero de 2025    | Lima             | Perú           | Estadio Nacional             | ―                   | 47,650 / 47,650             | $6,600,000           |
| 20 de febrero de 2025    | Barranquilla     | Colombia       | Estadio Metropolitano        | ―                   | 97,873 / 97,873             | $11,232,716          |
| 21 de febrero de 2025    | Barranquilla     | Colombia       | Estadio Metropolitano        | ―                   | 97,873 / 97,873             | $11,232,716          |
| 26 de febrero de 2025    | Bogotá           | Colombia       | Estadio El Campín            | ―                   | 82,897 / 82,897             | $12,285,095          |
| 27 de febrero de 2025    | Bogotá           | Colombia       | Estadio El Campín            | ―                   | 82,897 / 82,897             | $12,285,095          |
| 7 de marzo de 2025       | Buenos Aires     | Argentina      | Campo Argentino de Polo      | Natalie Pérez       |                             |                      |
| 8 de marzo de 2025       | Buenos Aires     | Argentina      | Campo Argentino de Polo      | Natalie Pérez       |                             |                      |
| 12 de marzo de 2025      | Monterrey        | México         | Estadio BBVA                 | ―                   | 88,201 / 88,201             | $12,466,444          |
| 13 de marzo de 2025      | Monterrey        | México         | Estadio BBVA                 | ―                   | 88,201 / 88,201             | $12,466,444          |
| 16 de marzo de 2025      | Guadalajara      | México         | Estadio Akron                | ―                   | 70,264 / 70,264             | $11,533,373          |
| 17 de marzo de 2025      | Guadalajara      | México         | Estadio Akron                | ―                   | 70,264 / 70,264             | $11,533,373          |
| 19 de marzo de 2025      | Ciudad de México | México         | Estadio GNP Seguros          | ―                   | 396,000 / 396.000           | $46,608,716          |
| 21 de marzo de 2025      | Ciudad de México | México         | Estadio GNP Seguros          | ―                   | 396,000 / 396.000           | $46,608,716          |
| 23 de marzo de 2025      | Ciudad de México | México         | Estadio GNP Seguros          | ―                   | 396,000 / 396.000           | $46,608,716          |
| 25 de marzo de 2025      | Ciudad de México | México         | Estadio GNP Seguros          | ―                   | 396,000 / 396.000           | $46,608,716          |
| 27 de marzo de 2025      | Ciudad de México | México         | Estadio GNP Seguros          | ―                   | 396,000 / 396.000           | $46,608,716          |
| 28 de marzo de 2025      | Ciudad de México | México         | Estadio GNP Seguros          | ―                   | 396,000 / 396.000           | $46,608,716          |
| 30 de marzo de 2025      | Ciudad de México | México         | Estadio GNP Seguros          | ―                   | 396,000 / 396.000           | $46,608,716          |
| 4 de abril de 2025       | Santiago         | Chile          | Parque Estadio Nacional      | Antonella Sigala    |                             |                      |
| 5 de abril de 2025       | Santiago         | Chile          | Parque Estadio Nacional      | Antonella Sigala    |                             |                      |
| 7 de abril de 2025       | Santiago         | Chile          | Parque Estadio Nacional      | Antonella Sigala    |                             |                      |
| 12 de abril de 2025      | Medellín         | Colombia       | Estadio Atanasio Girardot    | Gale                | 73,217 / 73,217             | $7,503,853           |
| 13 de abril de 2025      | Medellín         | Colombia       | Estadio Atanasio Girardot    | Gale                | 73,217 / 73,217             | $7,503,853           |
| Norteamérica             |                  |                |                              |                     |                             |                      |
| 13 de mayo de 2025       | Charlotte        | Estados Unidos | Bank of America Stadium      | Wyclef Jean, D Nice | 47,406 / 47,406             | $4,454,350           |
| 15 de mayo de 2025       | East Rutherford  | Estados Unidos | MetLife Stadium              | ―                   | 99,876 / 99,876             | $13,798,380          |
| 16 de mayo de 2025       | East Rutherford  | Estados Unidos | MetLife Stadium              | Pitbull             | 99,876 / 99,876             | $13,798,380          |
| 20 de mayo de 2025       | Montreal         | Canadá         | Bell Centre                  | ―                   | 13,224 / 13,224             | $2,444,413           |
| 22 de mayo de 2025       | Detroit          | Estados Unidos | Little Caesars Arena         | ―                   | 13,034 / 13,034             | $2,202,308           |
| 24 de mayo de 2025       | Chicago          | Estados Unidos | Grant Park                   | Festival            | Festival                    | Festival             |
| 26 de mayo de 2025       | Toronto          | Canadá         | Scotiabank Arena             | ―                   | 13,458 / 13,458             | $2,888,000           |
| 2 de junio de 2025       | Atlanta          | Estados Unidos | State Farm Arena             | ―                   | 11,371 / 11,371             | $2,588,638           |
| 4 de junio de 2025       | Orlando          | Estados Unidos | Camping World Stadium        | ―                   | 45,182 / 45,182             | $6,277,851           |
| 6 de junio de 2025       | Miami Gardens    | Estados Unidos | Hard Rock Stadium            | ―                   | 85,840 / 85,840             | $13,173,719          |
| 7 de junio de 2025       | Miami Gardens    | Estados Unidos | Hard Rock Stadium            | ―                   | 85,840 / 85,840             | $13,173,719          |
| 11 de junio de 2025      | Arlington        | Estados Unidos | Globe Life Field             | ―                   | 38,534 / 38,534             | $5,138,848           |
| 16 de junio de 2025      | Houston          | Estados Unidos | Toyota Center                | ―                   | 24,101 / 24,101             | $4,880,511           |
| 17 de junio de 2025      | Houston          | Estados Unidos | Toyota Center                | ―                   | 24,101 / 24,101             | $4,880,511           |
| 22 de junio de 2025      | Phoenix          | Estados Unidos | PHX Arena                    | ―                   | 24,464 / 24,464             | –                    |
| 23 de junio de 2025      | Phoenix          | Estados Unidos | PHX Arena                    | ―                   | 24,464 / 24,464             | –                    |
| 26 de junio de 2025      | San Diego        | Estados Unidos | Snapdragon Stadium           | ―                   | 29,444 / 29,444             | –                    |
| 28 de junio de 2025      | Paradise         | Estados Unidos | Allegiant Stadium            | ―                   | — / 45,447                  | —                    |
| 30 de junio de 2025      | San Francisco    | Estados Unidos | Oracle Park                  | ―                   | — / 36,443                  | —                    |
| 5 de julio de 2025       | San Antonio      | Estados Unidos | Alamodome                    | ―                   | — / 49,168                  | —                    |
| 4 de agosto de 2025      | Inglewood        | Estados Unidos | SoFi Stadium                 | Black Eyed Peas     | — / 98,372                  | —                    |
| 5 de agosto de 2025      | Inglewood        | Estados Unidos | SoFi Stadium                 | Black Eyed Peas     | — / 98,372                  | —                    |
| 7 de agosto de 2025      | Fresno           | Estados Unidos | Valley Children's Stadium    | ―                   | ― / 40,727                  | ―                    |
| Latinoamérica            |                  |                |                              |                     |                             |                      |
| 11 de agosto de 2025     | Tijuana          | México         | Estadio Caliente             | Pitbull             | ―                           | ―                    |
| 14 de agosto de 2025     | Hermosillo       | México         | Estadio Héroe de Nacozari    | Pitbull             | —                           | ―                    |
| 17 de agosto de 2025     | Chihuahua        | México         | Estadio UACH                 | ―                   | ―                           | ―                    |
| 20 de agosto de 2025     | Torreón          | México         | Estadio Corona               | Pitbull             | —                           | ―                    |
| 23 de agosto de 2025     | Monterrey        | México         | Parque Fundidora             | Pitbull             | —                           | —                    |
| 26 de agosto de 2025     | Ciudad de México | México         | Estadio GNP Seguros          | —                   | —                           | —                    |
| 27 de agosto de 2025     | Ciudad de México | México         | Estadio GNP Seguros          | —                   | —                           | —                    |
| 29 de agosto de 2025     | Ciudad de México | México         | Estadio GNP Seguros          | —                   | —                           | —                    |
| 30 de agosto de 2025     | Ciudad de México | México         | Estadio GNP Seguros          | —                   | —                           | —                    |
| 2 de septiembre de 2025  | Querétaro        | México         | Estadio Corregidora          | —                   | —                           | —                    |
| 3 de septiembre de 2025  | Querétaro        | México         | Estadio Corregidora          | —                   | —                           | —                    |
| 6 de septiembre de 2025  | Guadalajara      | México         | Estadio Akron                | —                   | —                           | —                    |
| 7 de septiembre de 2025  | Guadalajara      | México         | Estadio Akron                | —                   | —                           | —                    |
| 11 de septiembre de 2025 | Puebla           | México         | Estadio Cuauhtémoc           | —                   | —                           | —                    |
| 12 de septiembre de 2025 | Puebla           | México         | Estadio Cuauhtémoc           | —                   | —                           | —                    |
| 18 de septiembre de 2025 | Ciudad de México | México         | Estadio GNP Seguros          | —                   | ―                           | ―                    |
| 24 de septiembre de 2025 | Veracruz         | México         | Estadio Luis "Pirata" Fuente | —                   | ―                           | ―                    |
| Norteamérica             |                  |                |                              |                     |                             |                      |
| 27 de septiembre de 2025 | Nueva York       | Estados Unidos | Central Park                 | Festival            | Festival                    | Festival             |
| Latinoamérica            |                  |                |                              |                     |                             |                      |
| 25 de octubre de 2025    | Cali             | Colombia       | Estadio Pascual Guerrero     | ―                   | ―                           | ―                    |
| 26 de octubre de 2025    | Cali             | Colombia       | Estadio Pascual Guerrero     | ―                   | ―                           | ―                    |
| 1 de noviembre de 2025   | Bogotá           | Colombia       | Vive Claro                   | ―                   | ―                           | ―                    |
| 8 de noviembre de 2025   | Quito            | Ecuador        | Estadio Olímpico Atahualpa   | ―                   | ―                           | ―                    |
| 9 de noviembre de 2025   | Quito            | Ecuador        | Estadio Olímpico Atahualpa   | ―                   | ―                           | ―                    |
| 11 de noviembre de 2025  | Quito            | Ecuador        | Estadio Olímpico Atahualpa   | ―                   | ―                           | ―                    |
| 15 de noviembre de 2025  | Lima             | Perú           | Estadio Nacional             | —                   | — / 95.300                  | ―                    |
| 16 de noviembre de 2025  | Lima             | Perú           | Estadio Nacional             | —                   | — / 95.300                  | ―                    |
| 18 de noviembre de 2025  | Lima             | Perú           | Estadio Nacional             | —                   | — / 95.300                  | ―                    |
| 22 de noviembre de 2025  | Santiago         | Chile          | Estadio Nacional             | ―                   | ―                           | ―                    |
| 28 de noviembre de 2025  | Asunción         | Paraguay       | Estadio Ueno La Nueva Olla   | ―                   | ―                           | ―                    |
| 29 de noviembre de 2025  | Asunción         | Paraguay       | Estadio Ueno La Nueva Olla   | ―                   | ―                           | ―                    |
| 3 de diciembre de 2025   | Montevideo       | Uruguay        | Estadio Centenario           | ―                   | ― / 100.000                 | ―                    |
| 4 de diciembre de 2025   | Montevideo       | Uruguay        | Estadio Centenario           | ―                   | ― / 100.000                 | ―                    |
| 8 de diciembre de 2025   | Buenos Aires     | Argentina      | Estadio Velez Sarsfield      | ―                   | ―                           | ―                    |
| 9 de diciembre de 2025   | Buenos Aires     | Argentina      | Estadio Velez Sarsfield      | ―                   | ―                           | ―                    |
| Total                    | Total            | Total          | Total                        | Total               | 1,644,709/ 1,644,709 (100%) | $209,444,393         |

## Conciertos cancelados
| Fecha                    | Ciudad           | País                 | Lugar                    | Razón                                                                               |
| ------------------------ | ---------------- | -------------------- | ------------------------ | ----------------------------------------------------------------------------------- |
| 2 de noviembre de 2024   | Palm Desert      | Estados Unidos       | Acrisure Arena           | Cambios en la producción y demanda de pasar de arenas a estadios en varios lugares. |
| 3 de noviembre de 2024   | Palm Desert      | Estados Unidos       | Acrisure Arena           | Cambios en la producción y demanda de pasar de arenas a estadios en varios lugares. |
| 17 de noviembre de 2024  | Dallas           | Estados Unidos       | American Airlines Center | Cambios en la producción y demanda de pasar de arenas a estadios en varios lugares. |
| 14 de diciembre de 2024  | Chicago          | Estados Unidos       | United Center            | Cambios en la producción y demanda de pasar de arenas a estadios en varios lugares. |
| 29 de mayo de 2025       | Boston           | Estados Unidos       | Fenway Park              | Cancelado debido a las fallas estructurales en el escenario y el estadio.           |
| 31 de mayo de 2025       | Washington D. C. | Estados Unidos       | Nationals Park           | Cancelado debido a problemas con la gestión del envío de la infraestructura.        |
| 26 de septiembre de 2025 | Santo Domingo    | República Dominicana | Estadio Olímpico         | Cancelado por circunstancias fuera del control logístico.                           |